# Argentobaumhauerit
Argentobaumhauerit (ehemals Baumhauerit-2a) ist ein sehr selten vorkommendes Mineral aus der Mineralklasse der „Sulfide und Sulfosalze“ mit der chemischen Zusammensetzung Ag1,5Pb22As33,5S72 und damit chemisch gesehen ein Silber-Blei-Arsen-Sulfid, dass strukturell zu den Sulfosalzen gehört.
Argentobaumhauerit im monoklinen Kristallsystem und konnte bisher nur in Form mikroskopisch kleiner Kristalle und Verwachsungen mit Baumhauerit gefunden werden. Er ist in jeder Form undurchsichtig und von stahlgrauer, metallisch glänzender Farbe mit bei rötlichbrauner Strichfarbe.

## Etymologie und Geschichte
Erstmals entdeckt wurde Baumhauerit-2a in der „Grube Lengenbach“ im Binntal (Kanton Wallis) in der Schweiz. Das Mineral wurde 1990 durch Allan Pring, William D. Birch, David Sewell, Stefan Graeser, Andreas Edenharter und Alan Criddle wissenschaftlich beschrieben, die es nach dem Professor für Mineralogie H. A. Baumhauer (1848–1926) an der Universität Freiburg (Schweiz) benannten. Das im Namen enthaltene 2a ist auf eine verdoppelte Kristallgitterkonstante im Gegensatz zu Baumhauerit zurückzuführen.
2015 wurde das Mineral umbenannt in Argentobaumhauerit und die Umbenennung von der International Mineralogical Association (IMA) anerkannt (IMA-Nr. 15-F).
Das Typmaterial des Minerals wurde im Museum of Victoria in Melbourne (Register-Nr. M30980), im South Australian Museum in Adelaide (Register-Nr. G15547), im Natural History Museum in London (Register-Nr. 1926,1654) und im Naturhistorischen Museum Basel (Register-Nr. L7228) hinterlegt.

## Klassifikation
Da der Argentobaumhauerit erst 1988 als eigenständiges Mineral anerkannt und publiziert wurde, ist er in der seit 1977 veralteten 8. Auflage der Mineralsystematik nach Strunz noch nicht verzeichnet.
In der zuletzt 2018 überarbeiteten Lapis-Systematik nach Stefan Weiß, die formal auf der alten Systematik von Karl Hugo Strunz in der 8. Auflage basiert, erhielt das Mineral die System- und Mineralnummer II/E.24-015. Dies entspricht der Klasse der „Sulfide und Sulfosalze“ und dort der Abteilung „Sulfosalze (S : As,Sb,Bi = x)“, wo Argentobaumhauerit zusammen mit Baumhauerit, Bernarlottiit und Robinsonit eine unbenannte Gruppe mit der Systemnummer II/E.24 bildet.
Die von der International Mineralogical Association (IMA) zuletzt 2009 aktualisierte 9. Auflage der Strunz’schen Mineralsystematik ordnet den Argentobaumhauerit dagegen in die Abteilung der „Sulfosalze mit SnS als Vorbild“ ein. Diese ist zudem weiter unterteilt nach den in der Verbindung vorherrschenden Metallen, so dass das Mineral entsprechend seiner Zusammensetzung in der Unterabteilung „Nur mit Blei (Pb)“ zu finden ist, wo es zusammen mit Baumhauerit (ehemals Baumhauerit I) und dem bisher als fraglich geltenden Baumhauerit II die „Baumhaueritgruppe“ mit der Systemnummer 2.HC.05b bildet.
Auch die vorwiegend im englischen Sprachraum gebräuchliche Systematik der Minerale nach Dana ordnet den Argentobaumhauerit in die Klasse der „Sulfide und Sulfosalze“ und dort in die Abteilung der „Sulfosalze“ ein. Hier ist er zusammen mit Baumhauerit in einer unbenannten Gruppe mit der Systemnummer 03.06.13 innerhalb der Unterabteilung der „Sulfosalze mit dem Verhältnis 2,0 < z/y < 2,49 und der Zusammensetzung (A+)i(A2+)j[ByCz], A = Metalle, B = Halbmetalle, C = Nichtmetalle“ zu finden.

## Kristallstruktur
Argentobaumhauerit kristallisiert monoklin, wobei die Raumgruppe bisher nicht näher bestimmt wurde. Die Gitterparameter lauten a = 44,74 Å; b = 8,48 Å; c = 7,91 Å und β = 93,4° sowie 8 Formeleinheiten pro Elementarzelle.

## Bildung und Fundorte
Argentobaumhauerit bildet sich zusammen mit Baumhauerit durch hydrothermale Vorgänge in Dolomitgestein. Als Begleitminerale treten neben Baumhauerit und Dolomit unter anderem noch andere Blei-Sulfoarsenide sowie Pyrit und Realgar auf.
Außer seiner Typlokalität „Grube Lengenbach“ in der Schweiz ist bisher nur noch die „Quiruvilca Mine“ bei Quiruvilca (Provinz Santiago de Chuco) in der peruanischen Region La Libertad als Fundort für Argentobaumhauerit bekannt (Stand: 2023).